# Conde de Marialva

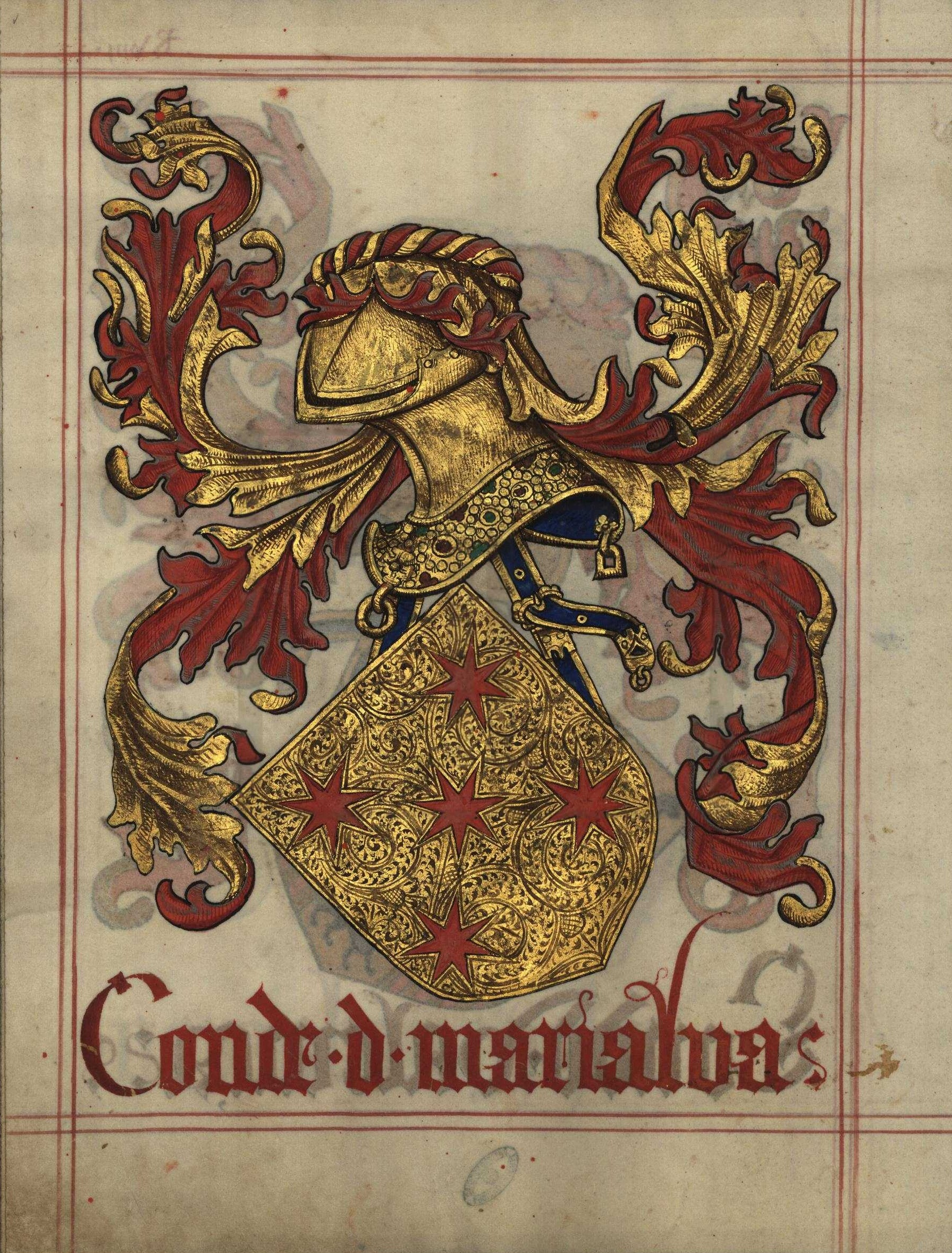
Armas do Conde de Marialva, in Livro do Armeiro-Mor (fl 48^{v}) (1509)

O título de Conde de Marialva foi um título nobiliárquico de Portugal. Foi atribuído em 1440 por D. Afonso V de Portugal a Vasco Fernandes Coutinho, que se destacara nas campanhas militares no Norte de África.
O primeiro conde era filho de Gonçalo Vasques Coutinho, Alcaide do Castelo de Trancoso e vencedor da Batalha de Trancoso em 1385, durante a Crise de 1383—1385 em Portugal. Gonçalo Vasques Coutinho casara com a filha de Gonçalo Vasques de Azevedo, 1.º Marechal de Portugal, de quem veio a herdar o cargo, que se manteve na família até o domínio Filipino.
O primeiro conde era ainda irmão de Álvaro Gonçalves Coutinho, o lendário Magriço, um dos Doze de Inglaterra.
Anselmo Braamcamp Freire na sua obra Brasões da Sala de Sintra dedica aos Coutinho o capítulo II, no Vol. I.
O condado ficou extinto na linha varonil em 1534. Mais tarde, por mercê de D. Afonso VI, foi atribuído o título de Marquês de Marialva a um descendente do primeiro conde, com a varonia de Meneses, em 1675.  

## Condes de Marialva (1440)

### Titulares
1. Vasco Fernandes Coutinho, 1.º Conde de Marialva e 3.º Marechal de Portugal
2. Gonçalo Coutinho, 2.º Conde de Marialva, filho do anterior
3. João Coutinho, 3.º Conde de Marialva, filho do anterior
4. Francisco Coutinho, 4.º Conde de Marialva, irmão do anterior. Casou com Beatriz de Meneses, 2.ª Condessa de Loulé
5. Guiomar Coutinho, 5.º Condessa de Marialva e 3.ª Condessa de Loulé, filha do anterior. Casou com o Infante D. Fernando, Duque da Guarda

### Armas
As armas dos Coutinhos condes de Marialva eram: de ouro, com cinco estrelas de vermelho de sete pontas (ou: de cinco pontas). Quanto ao timbre, vê-se mais normalmente um leopardo de vermelho, armado de ouro, carregado por vezes de uma estrela sobre a espádua e segurando na garra dextra uma capela de flores de vermelho e ouro; mas existem variantes.
Estas armas encontram-se no Livro do Armeiro-Mor (fl 48v) (sete pontas), no Livro da Nobreza e Perfeiçam das Armas (fl 9v) (sete pontas), Thesouro de Nobreza (fl 23r e 25r) (cinco pontas), etc. Também podem ser vistas na Sala de Sintra (cinco pontas). 
As Armas de Conde de Marialva em muito fazem lembrar as dos Fonseca, sendo elas compostas pelas cinco estrelas de sete pontas em iguais cores. 

### Condados do século XV
- Conde de Vila Real (1424)
- Conde de Odemira (1442)
- Conde de Atouguia (1448)
- Conde de Monsanto (1460)
- Conde de Valença (1464)
- Conde de Abrantes (1476)
- Conde de Caminha (1476)
- Conde de Olivença (1476)
- Conde de Cantanhede (1479)
- Conde da Feira (1481)
- Conde de Alcoutim (1496)
- Conde de Portalegre (1498)